# Ludovico Dollenz
Ludovico J. Dollenz fue uno de los miembros de la primera comisión directiva del Club Atlético Boca Juniors y presidente del club entre 1907 y 1908, cargo para el que fue elegido el 27 de septiembre de 1907. Era obrero gráfico y dueño de una imprenta del barrio de La Boca. Bajo su gestión se produjo, ante el club Universal de Montevideo, el debut internacional de Boca Juniors.
En 1941 declaró ante El Gráfico que los máximos hitos de su gestión A mi juicio fueron tres: el primer partido internacional con el Club Universal de Montevideo, el ingreso al Argentine Football Association y la construcción, hecha por nosotros mismos, de la primera casilla y del primer field reglamentario.